# Eleições parlamentares europeias de 1994 (Espanha)
As eleições parlamentares europeias de 1994 em Espanha foram realizadas a 12 de junho para eleger os 64 assentos do país para o Parlamento Europeu.
Conquistando 40% dos votos e 28 deputados, o Partido Popular foi o grande vencedor destas eleições e, também, esta vitória foi a primeira numas eleições nacionais sobre o Partido Socialista Operário Espanhol, que se ficou pelos 30,8% dos votos e 22 deputados.
A Esquerda Unida foi outro dos vencedores destas eleições, ao obter, cerca de, 14% dos votos e 9 deputados, o melhor resultado do partido em eleições nacionais.

## Resultados Nacionais
| Partido                 | Partido                              | Votos      | %               | +/-   | Deputados | +/-   |
| ----------------------- | ------------------------------------ | ---------- | --------------- | ----- | --------- | ----- |
|                         | Partido Popular                      | 7 453 900  | 40,12 / 100,00  | 18,71 | 28 / 64   | 13    |
|                         | Partido Socialista Operário Espanhol | 5 719 707  | 30,79 / 100,00  | 8,78  | 22 / 64   | 5     |
|                         | Esquerda Unida                       | 2 497 671  | 13,44 / 100,00  | 7,38  | 9 / 64    | 5     |
|                         | Convergência e União                 | 865 913    | 4,66 / 100,00   | 0,46  | 3 / 64    | 1     |
|                         | Coligação Nacionalista               | 518 532    | 2,79 / 100,00   | 0,87  | 2 / 64    | 1     |
|                         | Europa dos Povos                     | 239 339    | 1,29 / 100,00   | 0,22  | 0 / 64    | 1     |
|                         | Outros                               | 1 069 732  | 5,76 / 100,00   |       | 0 / 64    |       |
| Votos Inválidos         | Votos Inválidos                      | 85 640     | 0,46 / 100,00   | 0,56  |           |       |
| Total                   | Total                                | 18 664 055 | 100,00 / 100,00 |       | 64 / 64   | 4     |
| Eleitorado/Participação | Eleitorado/Participação              | 31 558 999 | 59,14 / 100,00  | 4,43  |           |       |
| Fonte                   | Fonte                                | [ 2 ]      | [ 2 ]           | [ 2 ] | [ 2 ]     | [ 2 ] |